# Eublemma punctilinea
Eublemma punctilinea là một loài bướm đêm trong họ Erebidae.